# Llista d'asteroides/70301–70400
| Nom     | Designació provisional | Data de descobriment | Lloc de descobriment | Descobridor/s |
| ------- | ---------------------- | -------------------- | -------------------- | ------------- |
| 70301 - | 1999 RZ130             | 9 de setembre, 1999  | Socorro              | LINEAR        |
| 70302 - | 1999 RD131             | 9 de setembre, 1999  | Socorro              | LINEAR        |
| 70303 - | 1999 RX131             | 9 de setembre, 1999  | Socorro              | LINEAR        |
| 70304 - | 1999 RE133             | 9 de setembre, 1999  | Socorro              | LINEAR        |
| 70305 - | 1999 RQ133             | 9 de setembre, 1999  | Socorro              | LINEAR        |
| 70306 - | 1999 RL134             | 9 de setembre, 1999  | Socorro              | LINEAR        |
| 70307 - | 1999 RV134             | 9 de setembre, 1999  | Socorro              | LINEAR        |
| 70308 - | 1999 RO135             | 9 de setembre, 1999  | Socorro              | LINEAR        |
| 70309 - | 1999 RL136             | 9 de setembre, 1999  | Socorro              | LINEAR        |
| 70310 - | 1999 RW136             | 9 de setembre, 1999  | Socorro              | LINEAR        |
| 70311 - | 1999 RG137             | 9 de setembre, 1999  | Socorro              | LINEAR        |
| 70312 - | 1999 RM137             | 9 de setembre, 1999  | Socorro              | LINEAR        |
| 70313 - | 1999 RK138             | 9 de setembre, 1999  | Socorro              | LINEAR        |
| 70314 - | 1999 RN138             | 9 de setembre, 1999  | Socorro              | LINEAR        |
| 70315 - | 1999 RE139             | 9 de setembre, 1999  | Socorro              | LINEAR        |
| 70316 - | 1999 RQ139             | 9 de setembre, 1999  | Socorro              | LINEAR        |
| 70317 - | 1999 RP143             | 9 de setembre, 1999  | Socorro              | LINEAR        |
| 70318 - | 1999 RE145             | 9 de setembre, 1999  | Socorro              | LINEAR        |
| 70319 - | 1999 RP146             | 9 de setembre, 1999  | Socorro              | LINEAR        |
| 70320 - | 1999 RY147             | 9 de setembre, 1999  | Socorro              | LINEAR        |
| 70321 - | 1999 RC149             | 9 de setembre, 1999  | Socorro              | LINEAR        |
| 70322 - | 1999 RU150             | 9 de setembre, 1999  | Socorro              | LINEAR        |
| 70323 - | 1999 RW152             | 9 de setembre, 1999  | Socorro              | LINEAR        |
| 70324 - | 1999 RK153             | 14 de setembre, 1999 | Kitt Peak            | Spacewatch    |
| 70325 - | 1999 RT156             | 9 de setembre, 1999  | Socorro              | LINEAR        |
| 70326 - | 1999 RS158             | 9 de setembre, 1999  | Socorro              | LINEAR        |
| 70327 - | 1999 RQ160             | 9 de setembre, 1999  | Socorro              | LINEAR        |
| 70328 - | 1999 RH161             | 9 de setembre, 1999  | Socorro              | LINEAR        |
| 70329 - | 1999 RY163             | 9 de setembre, 1999  | Socorro              | LINEAR        |
| 70330 - | 1999 RS165             | 9 de setembre, 1999  | Socorro              | LINEAR        |
| 70331 - | 1999 RW165             | 9 de setembre, 1999  | Socorro              | LINEAR        |
| 70332 - | 1999 RF166             | 9 de setembre, 1999  | Socorro              | LINEAR        |
| 70333 - | 1999 RA168             | 9 de setembre, 1999  | Socorro              | LINEAR        |
| 70334 - | 1999 RT168             | 9 de setembre, 1999  | Socorro              | LINEAR        |
| 70335 - | 1999 RC169             | 9 de setembre, 1999  | Socorro              | LINEAR        |
| 70336 - | 1999 RO169             | 9 de setembre, 1999  | Socorro              | LINEAR        |
| 70337 - | 1999 RE170             | 9 de setembre, 1999  | Socorro              | LINEAR        |
| 70338 - | 1999 RL170             | 9 de setembre, 1999  | Socorro              | LINEAR        |
| 70339 - | 1999 RQ170             | 9 de setembre, 1999  | Socorro              | LINEAR        |
| 70340 - | 1999 RF173             | 9 de setembre, 1999  | Socorro              | LINEAR        |
| 70341 - | 1999 RJ174             | 9 de setembre, 1999  | Socorro              | LINEAR        |
| 70342 - | 1999 RA175             | 9 de setembre, 1999  | Socorro              | LINEAR        |
| 70343 - | 1999 RH176             | 9 de setembre, 1999  | Socorro              | LINEAR        |
| 70344 - | 1999 RR176             | 9 de setembre, 1999  | Socorro              | LINEAR        |
| 70345 - | 1999 RF177             | 9 de setembre, 1999  | Socorro              | LINEAR        |
| 70346 - | 1999 RO177             | 9 de setembre, 1999  | Socorro              | LINEAR        |
| 70347 - | 1999 RA178             | 9 de setembre, 1999  | Socorro              | LINEAR        |
| 70348 - | 1999 RE179             | 9 de setembre, 1999  | Socorro              | LINEAR        |
| 70349 - | 1999 RV180             | 9 de setembre, 1999  | Socorro              | LINEAR        |
| 70350 - | 1999 RE181             | 9 de setembre, 1999  | Socorro              | LINEAR        |
| 70351 - | 1999 RM182             | 9 de setembre, 1999  | Socorro              | LINEAR        |
| 70352 - | 1999 RV182             | 9 de setembre, 1999  | Socorro              | LINEAR        |
| 70353 - | 1999 RB183             | 9 de setembre, 1999  | Socorro              | LINEAR        |
| 70354 - | 1999 RM183             | 9 de setembre, 1999  | Socorro              | LINEAR        |
| 70355 - | 1999 RC185             | 9 de setembre, 1999  | Socorro              | LINEAR        |
| 70356 - | 1999 RP185             | 9 de setembre, 1999  | Socorro              | LINEAR        |
| 70357 - | 1999 RM186             | 9 de setembre, 1999  | Socorro              | LINEAR        |
| 70358 - | 1999 RN186             | 9 de setembre, 1999  | Socorro              | LINEAR        |
| 70359 - | 1999 RD187             | 9 de setembre, 1999  | Socorro              | LINEAR        |
| 70360 - | 1999 RV188             | 9 de setembre, 1999  | Socorro              | LINEAR        |
| 70361 - | 1999 RK189             | 9 de setembre, 1999  | Socorro              | LINEAR        |
| 70362 - | 1999 RF191             | 11 de setembre, 1999 | Socorro              | LINEAR        |
| 70363 - | 1999 RJ193             | 13 de setembre, 1999 | Socorro              | LINEAR        |
| 70364 - | 1999 RN194             | 7 de setembre, 1999  | Socorro              | LINEAR        |
| 70365 - | 1999 RF198             | 9 de setembre, 1999  | Socorro              | LINEAR        |
| 70366 - | 1999 RQ198             | 9 de setembre, 1999  | Socorro              | LINEAR        |
| 70367 - | 1999 RH199             | 8 de setembre, 1999  | Socorro              | LINEAR        |
| 70368 - | 1999 RN202             | 8 de setembre, 1999  | Socorro              | LINEAR        |
| 70369 - | 1999 RL205             | 8 de setembre, 1999  | Socorro              | LINEAR        |
| 70370 - | 1999 RS205             | 8 de setembre, 1999  | Socorro              | LINEAR        |
| 70371 - | 1999 RB206             | 8 de setembre, 1999  | Socorro              | LINEAR        |
| 70372 - | 1999 RN207             | 8 de setembre, 1999  | Socorro              | LINEAR        |
| 70373 - | 1999 RY207             | 8 de setembre, 1999  | Socorro              | LINEAR        |
| 70374 - | 1999 RD210             | 8 de setembre, 1999  | Socorro              | LINEAR        |
| 70375 - | 1999 RM210             | 8 de setembre, 1999  | Socorro              | LINEAR        |
| 70376 - | 1999 RB211             | 8 de setembre, 1999  | Socorro              | LINEAR        |
| 70377 - | 1999 RE211             | 8 de setembre, 1999  | Socorro              | LINEAR        |
| 70378 - | 1999 RG211             | 8 de setembre, 1999  | Socorro              | LINEAR        |
| 70379 - | 1999 RL212             | 8 de setembre, 1999  | Socorro              | LINEAR        |
| 70380 - | 1999 RQ212             | 8 de setembre, 1999  | Socorro              | LINEAR        |
| 70381 - | 1999 RZ213             | 13 de setembre, 1999 | Kitt Peak            | Spacewatch    |
| 70382 - | 1999 RK214             | 5 de setembre, 1999  | Anderson Mesa        | LONEOS        |
| 70383 - | 1999 RK218             | 4 de setembre, 1999  | Catalina             | CSS           |
| 70384 - | 1999 RS219             | 4 de setembre, 1999  | Anderson Mesa        | LONEOS        |
| 70385 - | 1999 RU219             | 4 de setembre, 1999  | Anderson Mesa        | LONEOS        |
| 70386 - | 1999 RO220             | 5 de setembre, 1999  | Catalina             | CSS           |
| 70387 - | 1999 RW221             | 6 de setembre, 1999  | Kitt Peak            | Spacewatch    |
| 70388 - | 1999 RD224             | 7 de setembre, 1999  | Anderson Mesa        | LONEOS        |
| 70389 - | 1999 RS225             | 4 de setembre, 1999  | Catalina             | CSS           |
| 70390 - | 1999 RY227             | 7 de setembre, 1999  | Kitt Peak            | Spacewatch    |
| 70391 - | 1999 RP230             | 8 de setembre, 1999  | Catalina             | CSS           |
| 70392 - | 1999 RS230             | 8 de setembre, 1999  | Catalina             | CSS           |
| 70393 - | 1999 RC237             | 8 de setembre, 1999  | Catalina             | CSS           |
| 70394 - | 1999 RP237             | 8 de setembre, 1999  | Catalina             | CSS           |
| 70395 - | 1999 RM238             | 8 de setembre, 1999  | Catalina             | CSS           |
| 70396 - | 1999 RQ238             | 8 de setembre, 1999  | Socorro              | LINEAR        |
| 70397 - | 1999 RH239             | 8 de setembre, 1999  | Catalina             | CSS           |
| 70398 - | 1999 RD240             | 11 de setembre, 1999 | Anderson Mesa        | LONEOS        |
| 70399 - | 1999 RQ240             | 11 de setembre, 1999 | Anderson Mesa        | LONEOS        |
| 70400 - | 1999 RG241             | 13 de setembre, 1999 | Socorro              | LINEAR        |